# Giovanni Giacomo Panciroli
Giovanni Giacomo Panciroli (Roma, 1587 – Roma, 3 settembre 1651) è stato un cardinale italiano della Chiesa cattolica.

## Biografia
Gian Giacomo Panciroli (o Panziroli o Pancirole) nacque a Roma nel 1587 da Virginio Panciroli e Prudenza De Alessi. Suo faceva padre era un sarto.
Egli frequentò dapprima l'Arciginnasio di Roma, dove ottenne il dottorato in utroque iure nel 1605.
Avvocato delle cause della curia romana, accompagnò il nunzio Giambattista Pamphilj, futuro papa Innocenzo X, come uditore nelle nunziature di Napoli e in Spagna. Ritornato a Roma ed entrò al servizio del cardinale Barberini e divenne ciambellano d'onore di Sua Santità. Sovrintendente della casa del cardinale Francesco Barberini, divenne un referendario del Tribunale della Segnatura Apostolica dal 10 giugno 1628 nonché uditore nel 1632. Venne quindi nominato nunzio speciale tra i principi italiani ed il re di Spagna per negoziare tra le due parti una pace. Prelato domestico di Sua Santità, divenne dal 1632 uditore della Sacra Rota romana.
Eletto patriarca titolare di Costantinopoli dal 16 dicembre 1641, mantenne comunque l'incarico di uditore. Ricevette la consacrazione episcopale sabato 12 gennaio 1642 nella chiesa di Santa Maria in Vallicella a Roma per mano del cardinale Giulio Cesare Sacchetti, assistito da Lelio Falconieri, arcivescovo titolare di Tebe, e da Alessandro Castracani, vescovo di Nicastro. Quindi divenne nunzio straordinario in Spagna dal 18 gennaio 1642.
Nel concistoro del 13 luglio 1643 ottenne il cardinalato e partecipò quindi al conclave del 1644 che elesse papa Innocenzo X, il quale lo nominò cardinale segretario di Stato dal settembre di quell'anno. Il 28 novembre 1644 ottenne la berretta cardinalizia ed il titolo di Santo Stefano al Monte Celio.
Morì a Roma il 3 settembre 1651 alle 19:00, nel palazzo apostolico al Quirinale. I funerali e la sua sepoltura ebbero luogo al fianco dell'altare principale della chiesa di San Silvestro al Quirinale.

## Genealogia episcopale e successione apostolica
La genealogia episcopale è:
- Cardinale Tolomeo Gallio
- Vescovo Cesare Speciano
- Patriarca Andrés Pacheco
- Cardinale Agostino Spinola
- Cardinale Giulio Cesare Sacchetti
- Cardinale Giovanni Giacomo Panciroli

La successione apostolica è:
- Vescovo Roberto Fontana (1645)
- Vescovo Gregorio Coppino, O.S.B. (1645)
- Vescovo Giovanni Battista Buonaccorsi (1645)
- Vescovo Andrea Massa (1645)
- Vescovo Giovanni Antonio Lupi (1645)
- Arcivescovo Cristoforo Segni (1646)
- Vescovo Masseo Vitali, O.F.M. (1646)
- Vescovo Alessandro Tassi (1646)
- Arcivescovo Scipione Costaguti (1649)
- Vescovo Francesco Biglia (1649)
- Arcivescovo Domenico de Marini (1649)
- Vescovo Gerolamo Corio (1650)
- Cardinale Francesco Nerli (1650)
- Vescovo Domenico Blanditi (1650)
- Vescovo Tommaso Lolli, C.R.M. (1650)
- Vescovo Giovanni Gerini (1650)